# Hazar
Hazar (Çeleken, ou Cheleken jusqu'en 2000; en russe : Челекен, en persan : Chaharken) est une ville portuaire du Turkménistan, située sur la péninsule de Cheleken, sur la côte est de la mer Caspienne.
La population était de 28 100 habitants en 1989
La région dispose de réserves de pétrole.